# Суперга
Суперга (итал. Real basilica di Superga, пьем. Basìlica ëd Superga) — «Королевская базилика Суперга», католическая церковь, освящённая во имя Рождества Девы Марии (Virgini Genitrici). Построена на вершине одноимённого холма (ит.), на высоте 672 метра над уровнем моря, к северо-востоку от Турина (Пьемонт, Северная Италия). Название, предположительно, имеет ломбардское происхождение и от женского имени «Saroperga», хозяйки этой местности. По иной версии, это слово имя германского происхождения: Serrapergia.

## История
В 1706 году Витторио-Амедео II, герцог Савойский, будущий король Сицилии, и его двоюродный брат, принц Евгений Савойский наблюдали за осадой города Турина французскими войсками в ходе Войны за испанское наследство. В случае успешного исхода битвы они дали обет в маленькой церкви на холме, перед статуей «Мадонны Благодарности» (Madonna delle Grazie) построить большую церковь на том же месте в честь Девы Марии. Пьемонтские войска одержали победу над французами. Спустя время, в 1713 году, Витторио-Амедео был провозглашён королем Сицилии.
Церковь была построена в 1717—1731 годах по проекту архитектора Филиппо Юварра на вершине холма Суперга. Кроме церкви планировалось создать корпуса для прибывающих паломников, королевскую резиденцию и школу-интернат «Суперга». Освящение базилики состоялось 12 октября 1749 года.
Ранее, 26 августа 1730 года, была основана «Королевская конгрегация Мадонны ди Суперга» (Reale Congregazione della Madonna di Superga), которая в 1833 году получила название «Церковной академии Суперги» (Accademia ecclesiastica di Superga). Культ Базилики Суперга находится в ведении «Ордена Слуг Марии» (Ordine dei Servi di Maria), который до сих пор находится в монастыре при церкви.
В 1799 году французские оккупационные власти попытались уничтожить в крипте церкви все захоронения. В 1800 году была выдвинута идея превращения базилики в «Храм благодарности». Могилы савойцев предполагали перенести в другое место, чтобы освободить место для праха пьемонтцев, павших вместе с революционерами-якобинцами, но ничего из этого не было сделано.

## Архитектура
Церковь традиционно называют базиликой, несмотря на центрический план её основного объёма. Храм должен был служить мавзолеем герцогов савойских. Его расположение представляет собой своеобразную «вершину треугольника», зрительно соединяющего главные резиденции Савойского дома: замок Риволи, королевскую резиденцию Венария; позднее добавился дворец Ступиниджи (Palazzina di Caccia di Stupinigi). Возвышаясь среди зелёных холмов, церковь является центром впечатляющей панорамы Альп, она видна с большого расстояния, даже из Турина.
Купол церкви поднимается на высоту 75 метров, длина храма 51 метр. В процессе проектирования архитектор создал деревянную модель храма. Вершину холма пришлось срыть на несколько метров. Монастырь (Casa dei Religiosi) примыкает к церкви с трёх сторон, он имеет большой двор, который в первом проекте был квадратным, в процессе строительства ему придали прямоугольную форму.
Архитектура Базилики Суперга вобрала в себя многие достижения римского барокко и поэтому имеет множество «интеллектуальных отсылок». Центральная часть храма типа ротонды напоминает римский Пантеон, но с «римским куполом», подобным куполу Собора Св. Петра по проекту Микеланджело. Композиция усложнена «почти античным» портиком с восемью колоннами коринфского ордера. По сторонам расположены две колокольни, в облике которых заметно влияние Франческо Борромини (церковь Сант-Аньезе-ин-Агоне в Риме).

## Интерьер церкви
Интерьер храма обусловлен планом в виде греческого креста: шесть капелл и четыре алтаря, помимо главного, со статуями и памятниками из разноцветного каррарского мрамора, расходятся от подкупольного пространства. Особый интерес представляют рельефы, статуи, росписи алтаря и купола.
В «Капелле Клятвы» находится деревянная статуя Мадонны делле Грацие XVII века, та самая, к которой обращался Витторио-Амедео II перед решающей битвой. В крипте храма захоронены многие члены Савойского правящего дома. Среди надгробий выделяются памятники Витторио-Амедео II, Карло-Эмануэле III (его сына). Здесь же похоронены Карло-Альберто и Витторио-Эмануэле I. Мемориальная доска увековечивает память Карло-Феличе ди Савойя, который предпочел быть похороненным в аббатстве Альтакомбе.
На восточной стороне базилики находится женский монастырь Ордена Слуг Марии. Из монастыря имеется вход в Зал пап, где находится коллекция портретов на холсте всех пап в истории христианства, начиная со Святого Петра. Также представлены портреты антипап, и среди них Феликс V, урождённый Амедео VIII Савойский. Монастырь также ведёт к королевским покоям, месту отдыха для королевской семьи, посещающей базилику.
В базилике похоронены все пьемонтские короли, начиная с Витторио-Амедео II, эрцгерцог Рамон, внук императора Карла I. В церкви находятся гробницы многих принцев и королей Савойского дома, в том числе памятник Карло-Эмануэле III (1733).
- Панорама Турина и холм Суперга
- Холм Суперга
- Интерьер
- Главный алтарь
- Вид купола
- Мадонна делле Грацие
- Орган церкви

## В литературе
«Прямо передо мною, вдали, прорезывая утренний туман, плавал как на облаках огромный купол Сюперги — сей знаменитой соперницы колоссального Петра и Павла в Риме»  

М. Н. Загоскин. Вечер на Хопре. Вступление. 1834.